# Callistola bruijnii
Callistola bruijnii es un coleóptero de la familia Chrysomelidae.
Fue descrita científicamente por primera vez en 1885 por Gestro.